# Бабки справжні

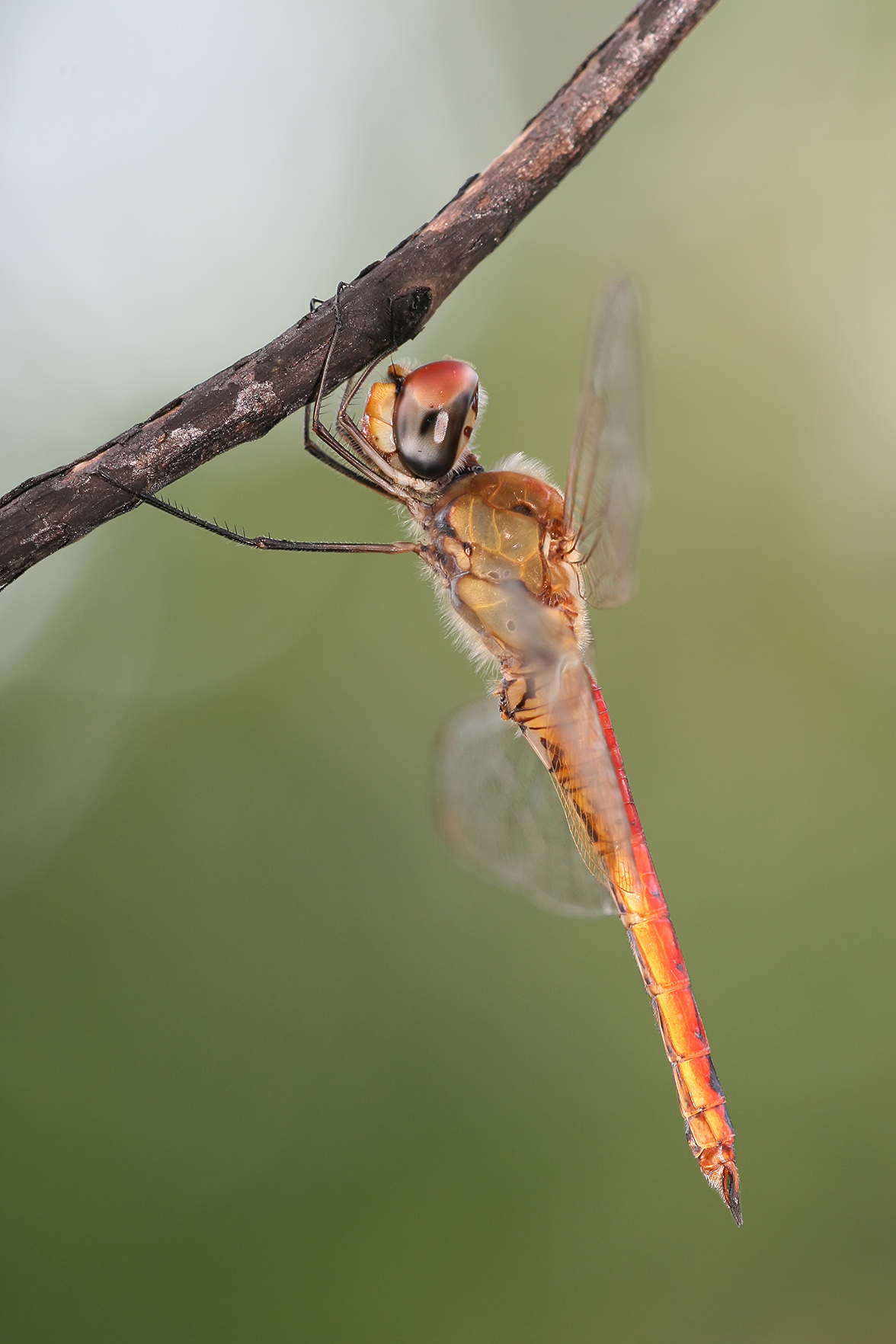
Pantala flavescens

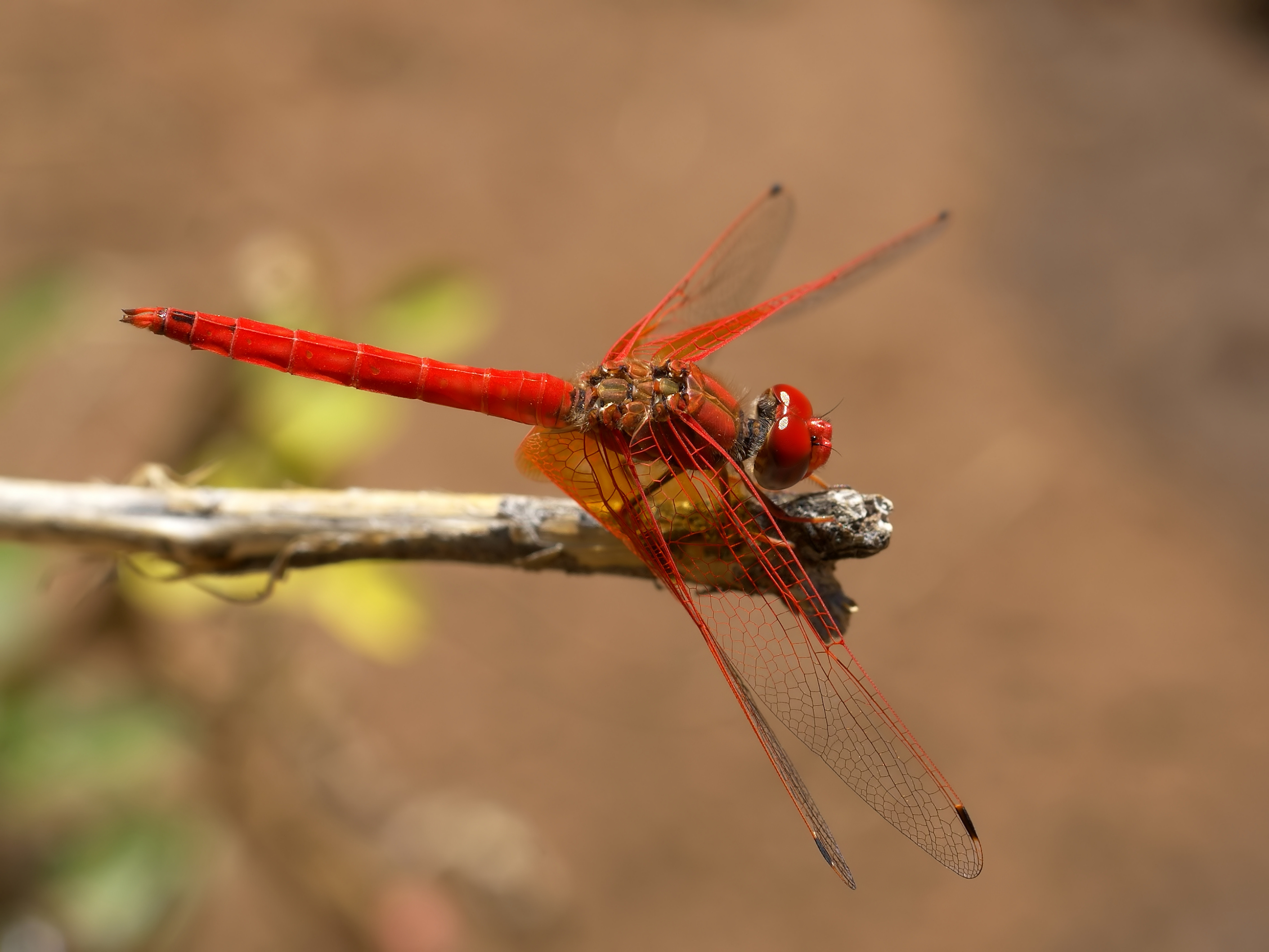
Trithemis kirbyi

Бабки справжні (Libellulidae) — родина із ряду бабок (Odonata). Об'єднує понад 1000 видів.

## Опис
Бабки досягають розміру від 3 до 5 см, розмах крил становить від 50 до 100 міліметрів. У більшості випадків мають жовто-коричневий або червонуватий малюнок, іноді із синіми та зеленими перев'язами, без металевого блиску.
Поширені скрізь, крім Антарктиди. В Європі 36 видів (Німеччина — 22, Литва — 17, Норвегія — 14).

## Класифікація
Найбільша родина бабок, що об'єднує понад 1000 видів. Іноді до неї включають родину Corduliidae як підродину Corduliinae і родину Macromiidae в ранзі Macromiinae.
- Brachydiplacinae Tillyard[en], 1917
- Leucorrhiniinae Tillyard, 1917
  - Рід Левкоринії (Leucorrhinia)
    - Бабка червона (Leucorrhinia rubicunda)
    - Левкоринія довгохвоста (Leucorrhinia caudalis)
    - Левкоринія білолоба (Leucorrhinia albifrons)
    - Leucorrhinia dubia (Leucorrhinia dubia)
    - Бабка двокольорова (Leucorrhinia pectoralis)
- Libellulinae Rambur, 1842
  - Лібеллули (Libellula)
    - Бабка чотирип'ятниста (Libellula quadrimaculata)
    - Бабка плоска (Libellula depressa)
    - Бабка руда (Libellula fulva)
- Onychothemistinae Tillyard & Fraser, 1940
  - Рід Ортетруми (Orthetrum)
    - Orthetrum nitidnerve
    - Бабка решітчаста (Orthetrum cancellatum)
    - Бабка мала блакитна (Orthetrum coerulescens)
    - Orthetrum trinacria
    - Orthetrum albistylum
    - Orthetrum chrysostigma
    - Orthetrum ramburi
    - Orthetrum sabina
    - Бабка коричнева (Orthetrum brunneum)
    - Orthetrum taeniolatum
- Palpopleurinae Tillyard, 1917
- Sympetrinae Tillyard, 1917
  - Рід Бабки-каменушки (Sympetrum)
    - Sympetrum sinaiticum
    - Бабка кроваво-червона (Sympetrum sanguineum)
    - Тонкочеревець Фонсколомба (Sympetrum fonscolombii)
    - Бабка перев'язана (Sympetrum pedemontanum)
    - Бабка жовта (Sympetrum flaveolum)
    - Бабка звичайна (Sympetrum vulgatum)
    - Бабка почеркана (Sympetrum striolatum)
    - Sympetrum nigrifemur
    - Бабка чорна (Sympetrum danae)
    - Бабка поширена (Sympetrum meridionale)
    - Бабка сплощена (Sympetrum depressiusculum)
- Tetrathemistinae Tillyard, 1917
- Trameinae Tillyard, 1917
  - Рід Pantala
    - Pantala flavescens
- Trithemistinae Tillyard, 1917
  - Рід Trithemis
    - Trithemis annulata
    - Trithemis arteriosa
    - Trithemis festiva
    - Trithemis kirbyi
- Urothemistinae Lieftinck, 1954
- Zygonychinae Fraser, 1957
  - Рід Zygonyx
    - Zygonyx torridus

## Галерея

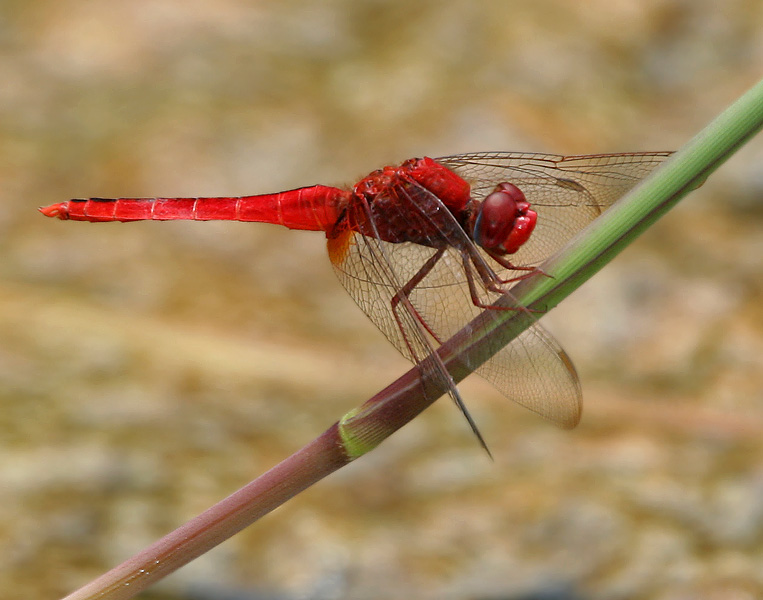
Crocothemis servilia
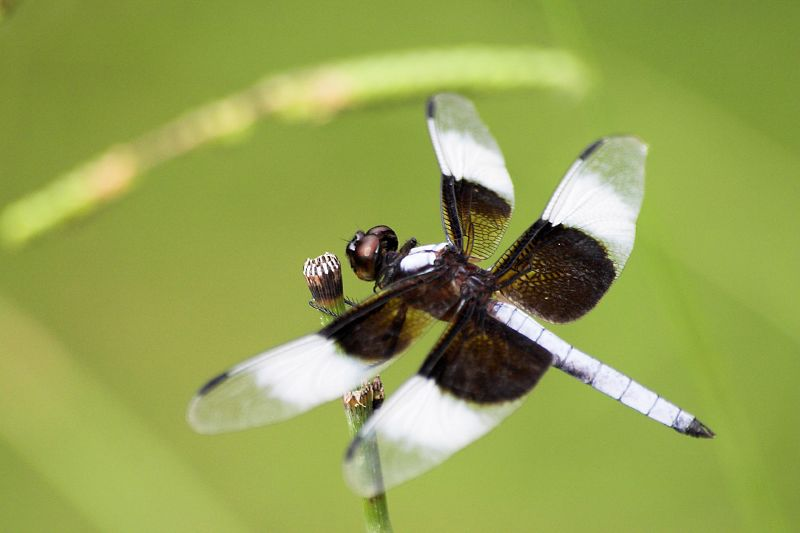
Libellula luctuosa
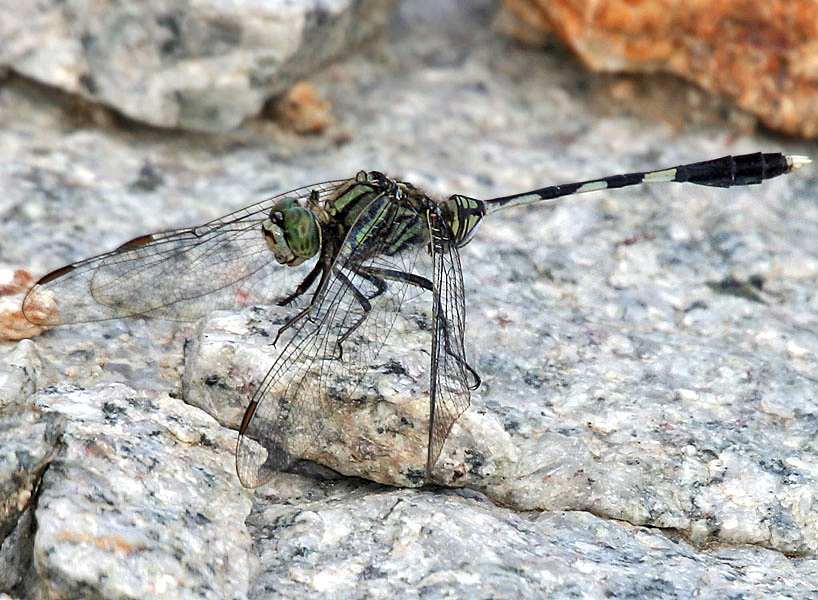
Orthetrum sabina
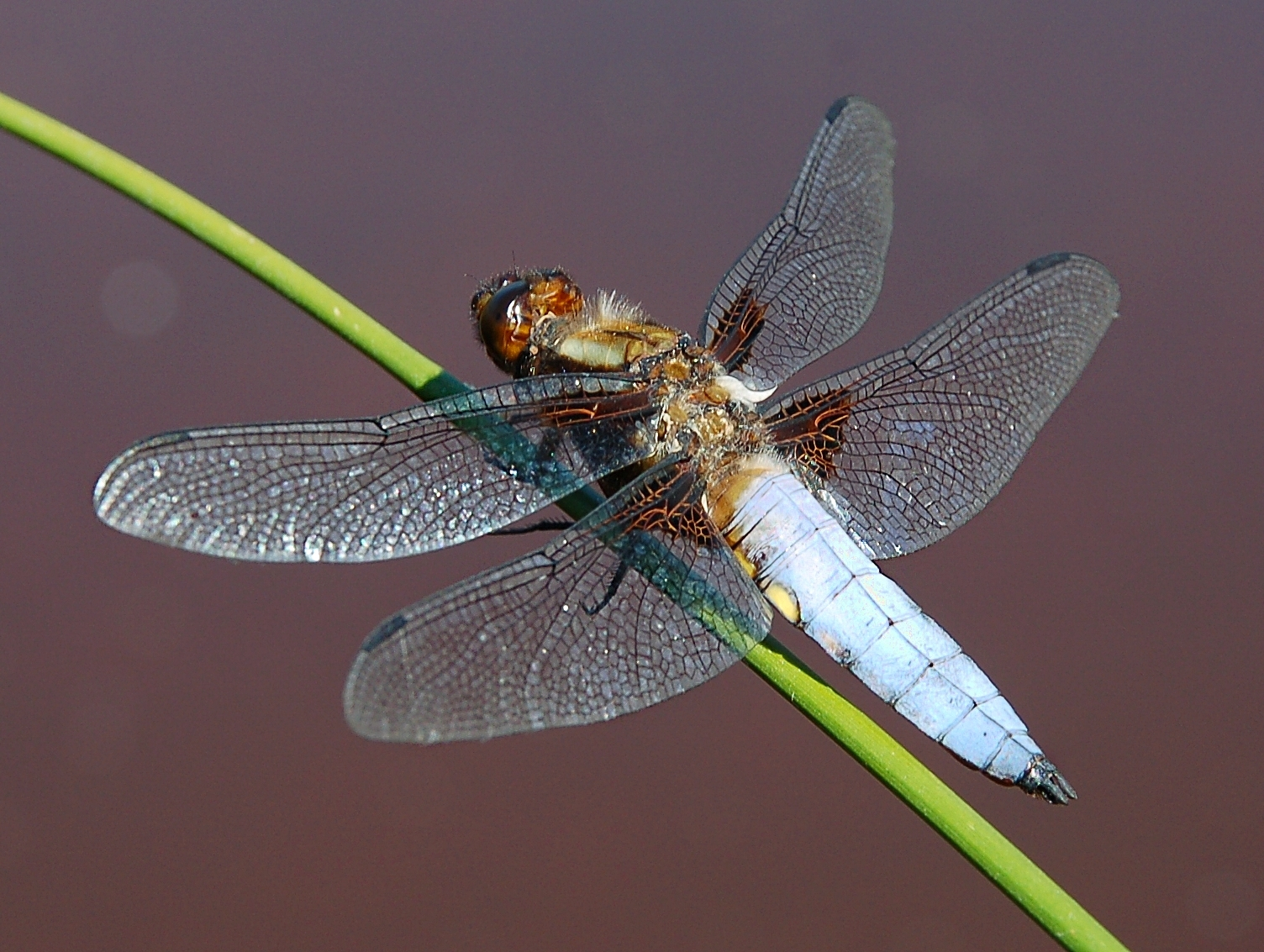
Libellula depressa
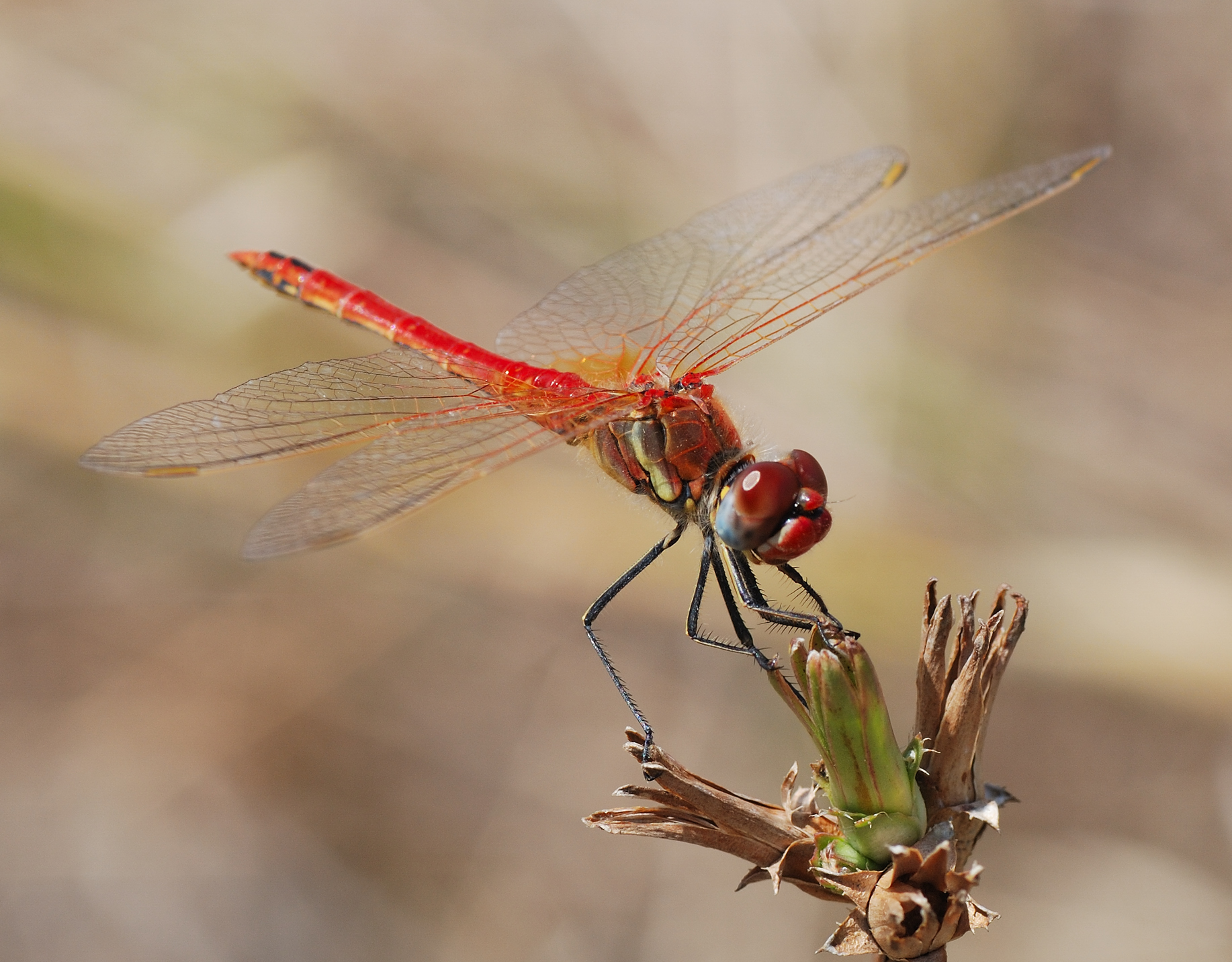
Тонкочеревець Фонсколомба
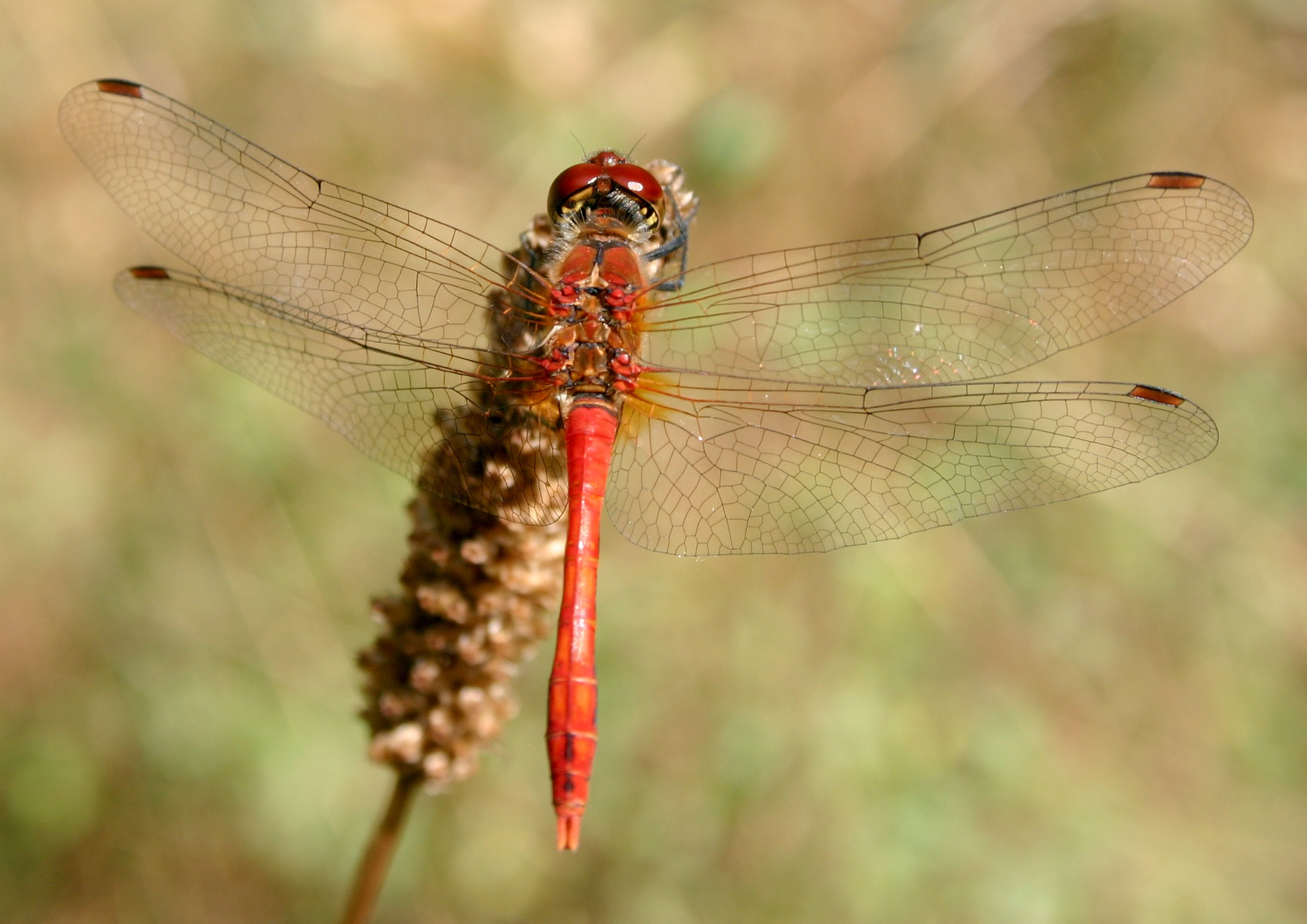
Sympetrum sanguineum
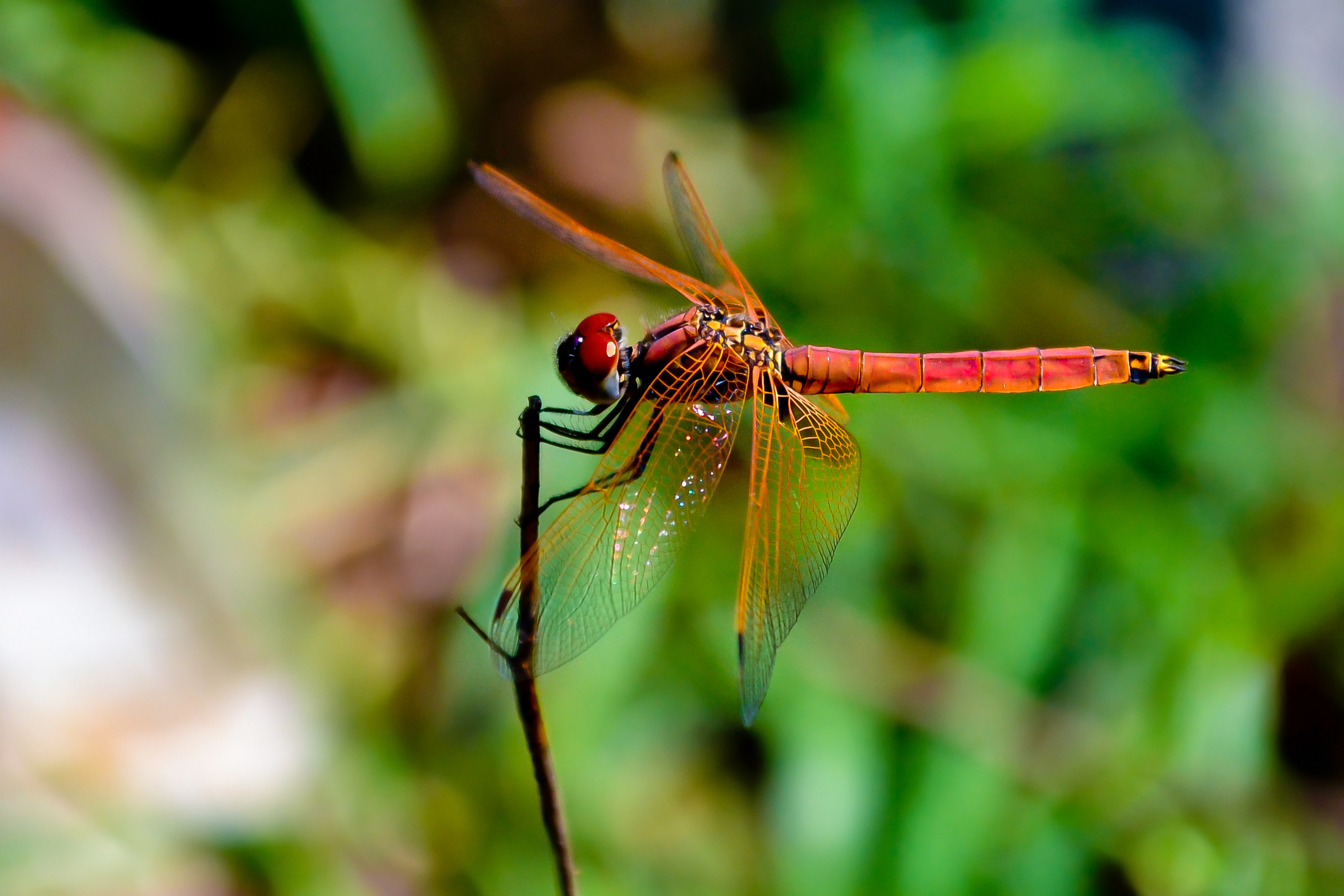
Trithemis aurora
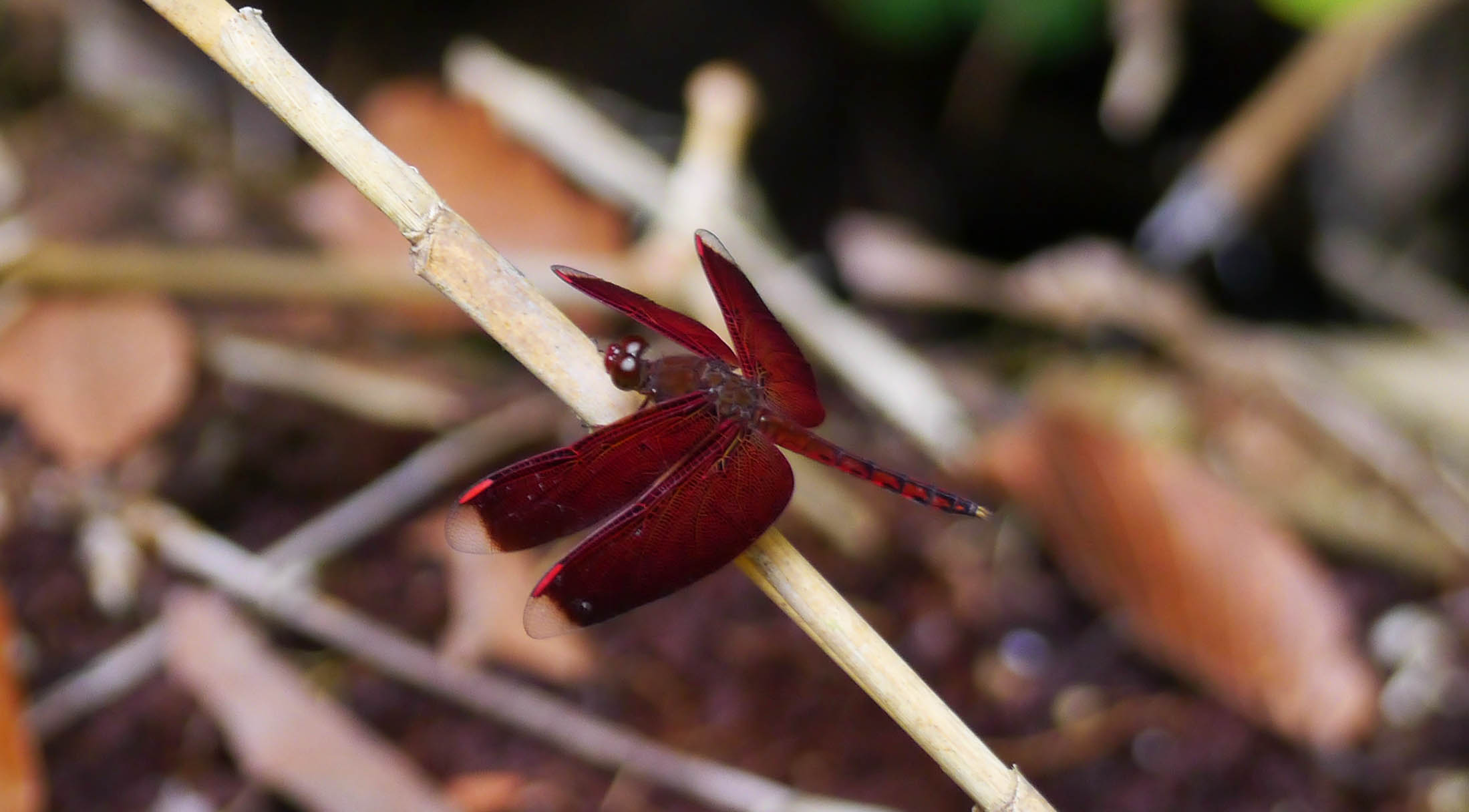
Neurothemis terminata
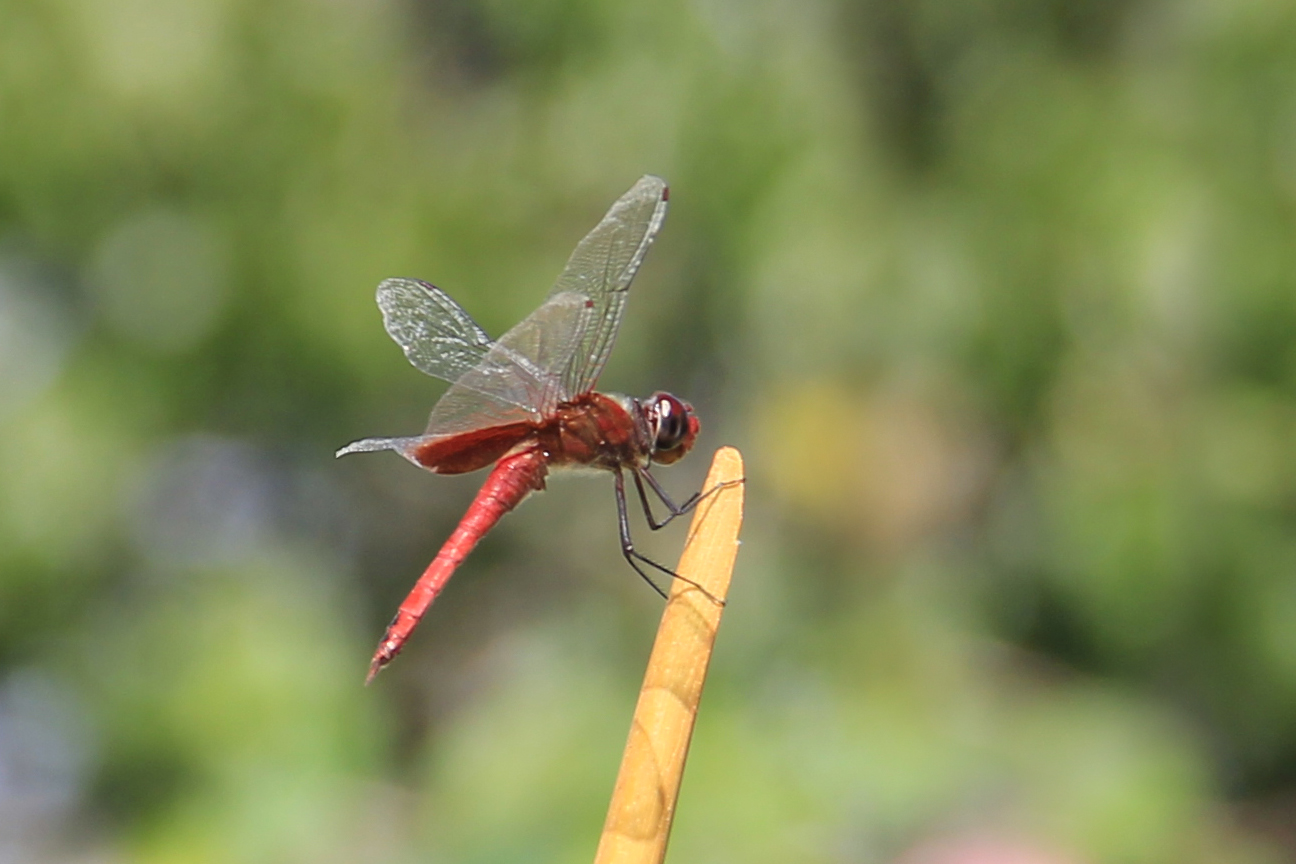
Crocothemis erythraea
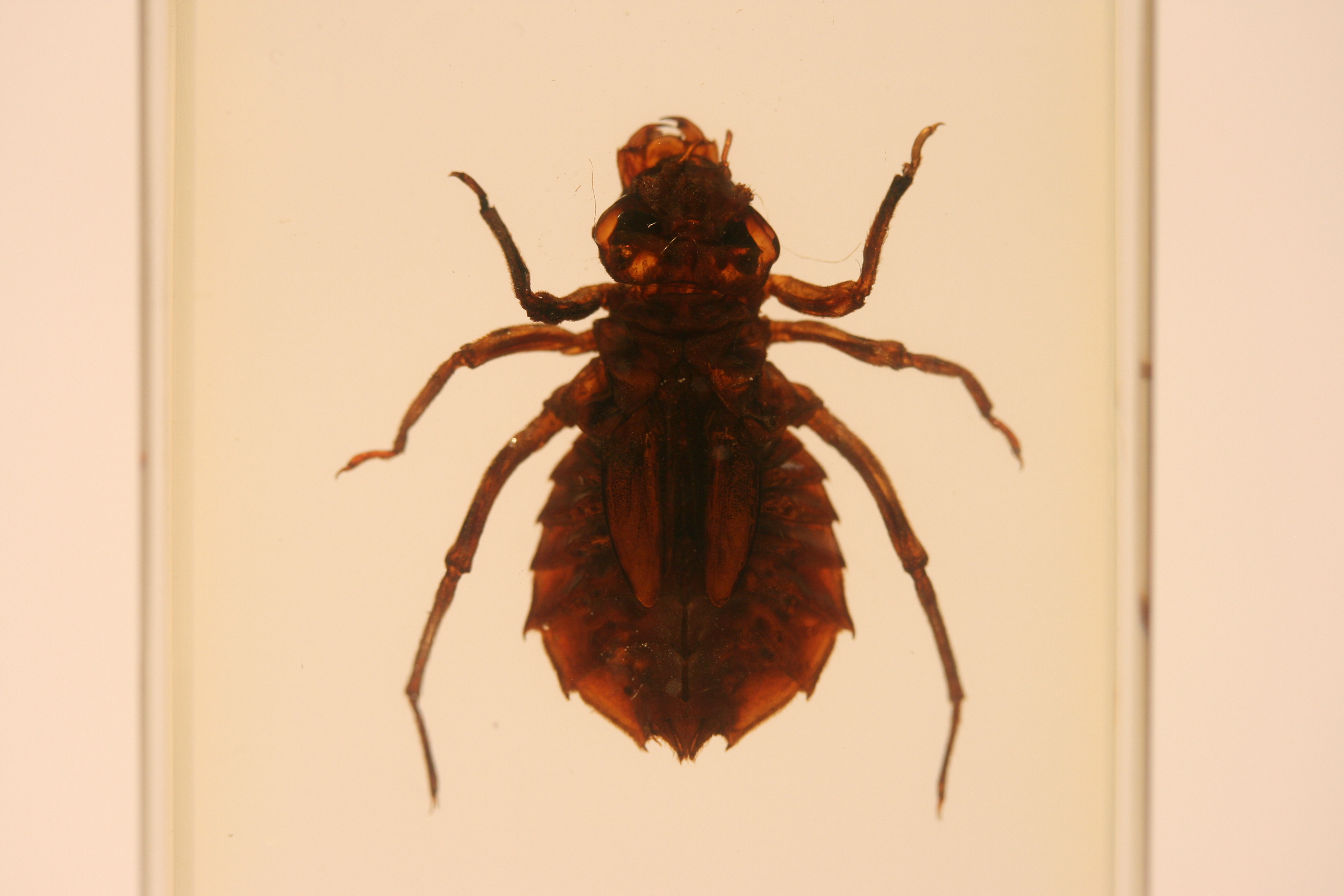
Личинка Libellulidae
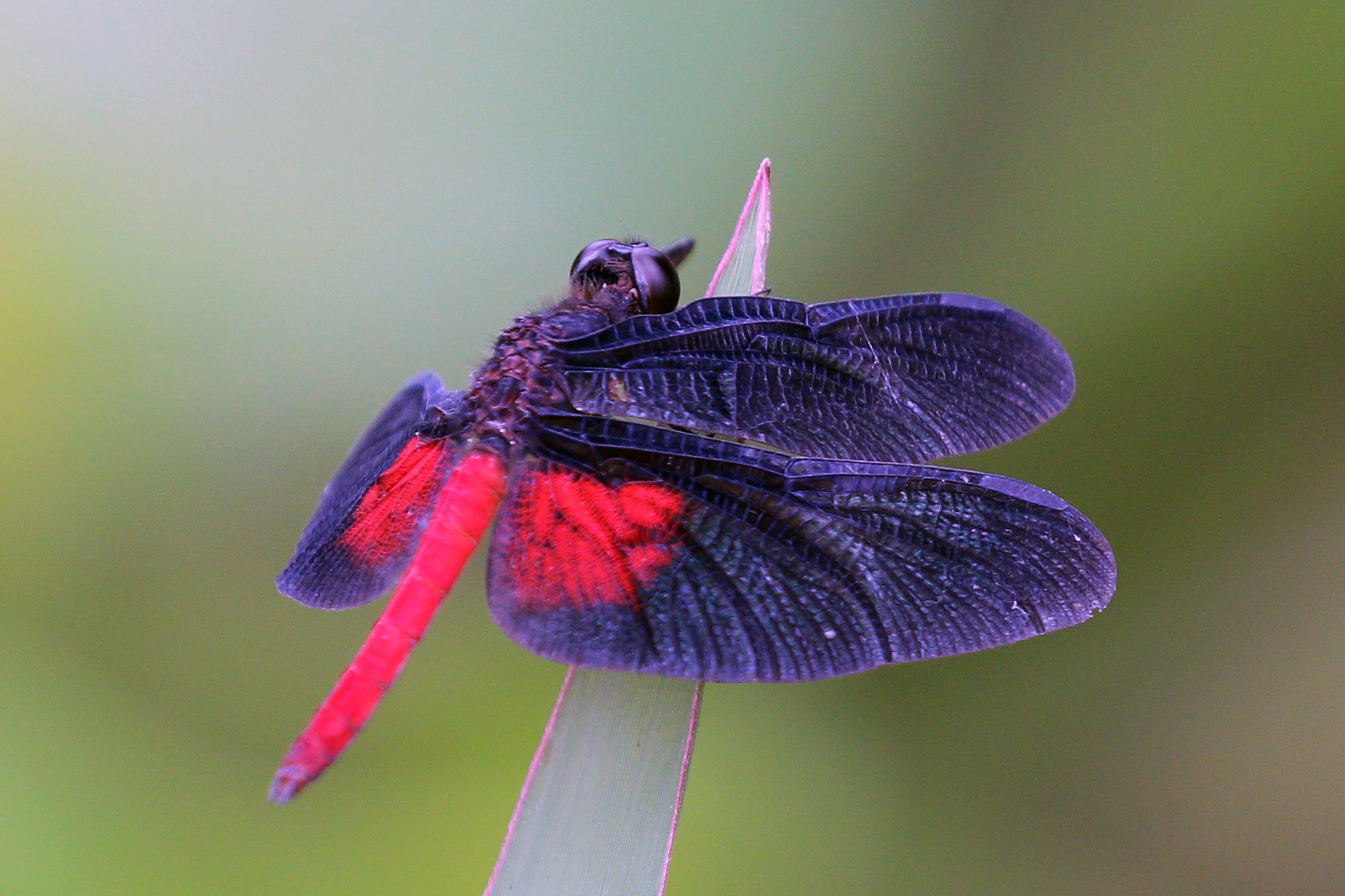
Dark-winged skimmer (Diastatops pullata), самець
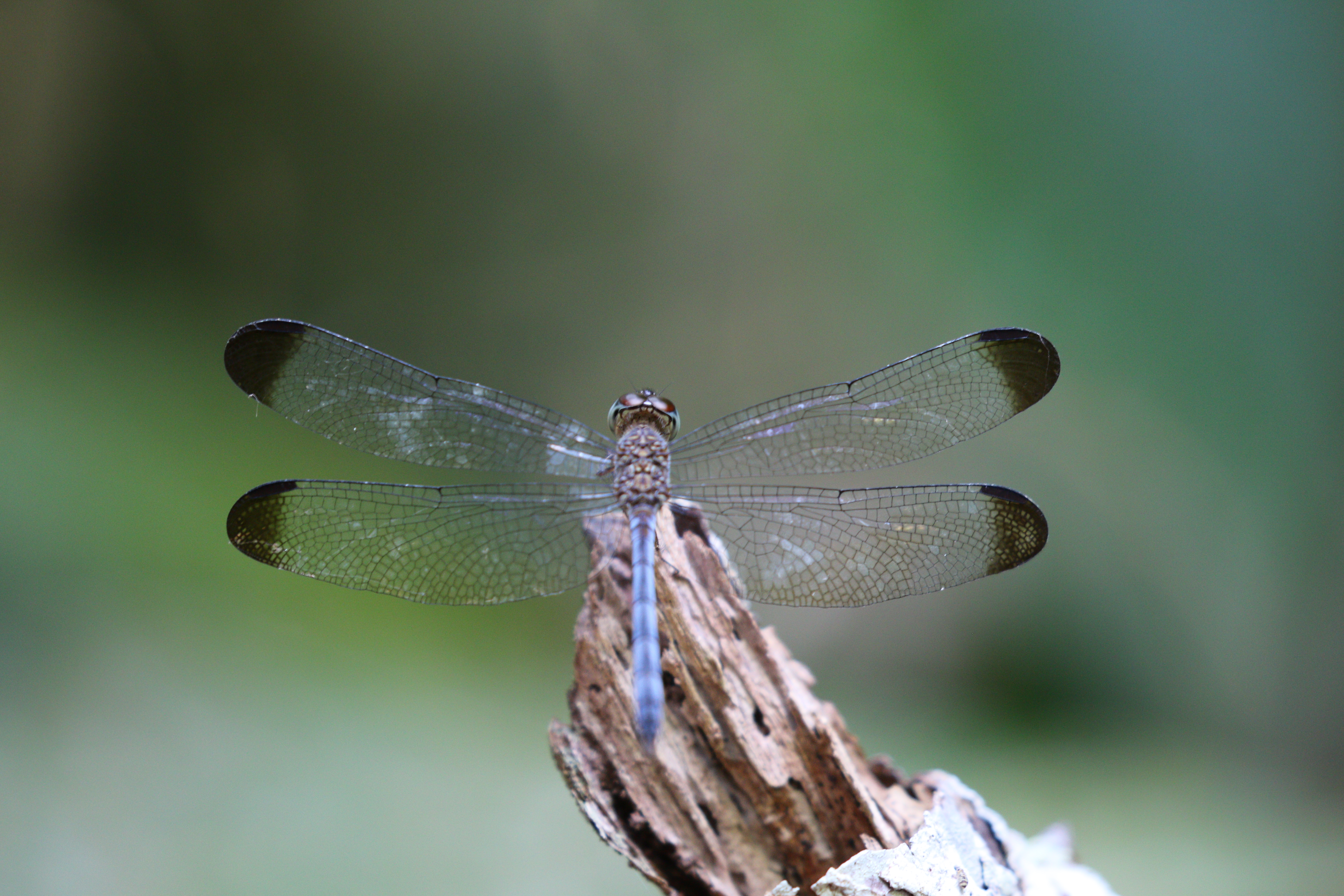
Tropical skimmer (Uracis imbuta), самець